# Waldemar Sienkiewicz
Waldemar Marceli Sienkiewicz – polski lekarz weterynarii, doktor habilitowany nauk weterynaryjnych, profesor na Uniwersytecie Warmińsko-Mazurskim w Olsztynie, specjalista od anatomii zwierząt.

## Kariera naukowa
W 1991 roku na Akademii Rolniczo-Technicznej w Olsztynie uzyskał tytuł lekarza weterynarii. W 1997 roku na Uniwersytecie Warmińsko-Mazurskim w Olsztynie uzyskał stopień doktora nauk weterynaryjnych na podstawie rozprawy pt. Ontogeneza ekspresji niektórych enzymów toru katecholaminowego w wybranych ośrodkach podwzgórza samic świni domowej, której promotorem był Ireneusz Łakomy. W 1999 roku został zatrudniony na tejże uczelni, a w 2011 roku uzyskał na jej Wydziale Medycyny Weterynaryjnej stopień doktora habilitowanego nauk weterynaryjnych na podstawie pracy pt. Wpływ orchidektomii i testosteronu na kodowanie chemiczne neuronów włączonych w regulację funkcji jąder samca świni domowej.